# Chris Williams (Fußballspieler, 1981)
Christopher „Chris“ Williams (* 1. Juni 1981 in Toronto) ist ein ehemaliger kanadischer Fußballspieler.

## Karriere
Williams spielte im College Soccer von 1999 bis 2002 an der University of Mobile und führte das Team 2002 zum Gewinn der Collegemeisterschaft der National Association of Intercollegiate Athletics. Für seine Saisonleistung wurde er in das NAIA First Team All-American gewählt. Im USL Draft 2003 wurde Williams von den Toronto Lynx ausgewählt, jedoch an Montreal Impact abgegeben. 2004 gewann er mit Montreal die USL A-League, er kam im Finale aber nicht zum Einsatz. 2005 wechselte er ablösefrei zu den Toronto Lynx, für die er in den folgenden beiden Jahren spielte.
Anfang 2007 wagte Williams einen Wechsel zum tschechischen Erstligisten SK Kladno und kam dort am Saisonende der Spielzeit 2006/07 zu zwei Einsätzen. Nach einem weiteren halben Jahr ohne Einsatz kehrte er nach Nordamerika zurück und unterzeichnete einen Vertrag bei Charleston Battery in der USL First Division. Zur Saison 2010 wechselte er zu den Vancouver Whitecaps in die USSF Division 2 Professional League. Mit dem Ende der Saison beendete Williams seine aktive Karriere.
Williams spielte zwischen 2000 und 2004 regelmäßig für die Nachwuchsauswahlen Kanadas, 2001 nahm er mit der U-20 an der Junioren-WM in Argentinien teil und kam beim Vorrundenaus zu drei Einsätzen. Im Januar 2003 gab er bei einer 0:4-Niederlage in einem Freundschaftsspiel gegen die USA sein Länderspieldebüt in der kanadischen A-Nationalmannschaft. Erst fünf Jahre später kam er zu seinen nächsten Einsätzen, darunter ein WM-Qualifikationsspiel gegen Jamaika im November 2008.